# Augustus Frederick Lindley
Augustus Frederick Lindley (3/2/1840 – 29/3/1873), hay Linh Lợi (呤唎) sĩ quan hải quân Hoàng gia Anh, từng phục vụ trong quân đội Thái Bình Thiên Quốc.

## Cuộc đời
Năm 1857, Lindley gia nhập hải quân Hoàng gia Anh. Năm 1859, ông phục vụ ở Hương Cảng. Năm sau ông từ chức, đi lại buôn bán trong khu vực mà Thái Bình Thiên Quốc đã giành quyền khống chế.
Năm 1861, Lindley tham gia huấn luyện quân đội Thái Bình Thiên Quốc dưới quyền Trung vương Lý Tú Thành, còn nhiều lần tham chiến. Năm 1863, ông tham gia trận đánh bảo vệ Cửu Liễu Châu (cù lao), bị thương nặng. Sau khi bình phục, tháng 9 cùng năm, ông đưa vài người lẻn vào Thượng Hải, cướp đi 1 cỗ thuyền lầu hiệu "Phi Nhi Phục Lai" (Đom đóm). Cũng trong năm này, vì bệnh tình không khá hơn, ông phải quay về Anh.
Ngày 3 tháng 2 năm 1866, ông cho xuất bản quyển sách Ti Ping Tien Kwoh: The History of the Ti-Ping Revolution, including a narrative of the author's personal adventures (Thái Bình Thiên Quốc: Lịch sử cuộc cách mạng Thái Bình, bao gồm chuyện kể về những chuyến phiêu lưu cá nhân của tác giả), với lời đề tặng: For my dear friend Field Marshal Li Xiucheng, I will remember him forever if he die (Dành cho người bạn thân của tôi: Thống tướng Lý Tú Thành, tôi sẽ mãi nhớ đến anh dù anh đã ra đi).
Khi Charles George Gordon quay về Anh, Lindley chỉ trích ông ta trên Thời Báo (The Times).